# Franja de Auzú

La franja de Auzú (en rojo).

La franja de Auzú (en árabe: قطاع أوزو; en francés: bande d'Aozou) es una estrecha extensión trapezoidal de territorio que fue objeto de litigio entre Chad (parte septentrional) y Libia (frontera meridional). En 1994 la Corte Internacional de Justicia determino que la soberanía sobre el lugar corresponde a Chad. Tal territorio se extiende unos 100 kilómetros dentro del Chad, en las regiones de Borkou, Ennedi Este y Oeste y Tibesti.
El deslinde y posesión de este territorio es problemático ya desde las primeras décadas del siglo XX cuando la colonia italiana en Tripolitania existente desde 1912 pareció recibir tras la Primera Guerra Mundial la cesión de territorios controlados por Francia en el entonces llamado Sudán francés, algunos de cuyos territorios formaban parte del actual Chad. Así las reclamaciones libias están basadas en un tratado de la época colonial no ratificado de 1935 entre Francia (que dominaba el actual territorio chadiano) e Italia (ocupante del ahora territorio libio).
Desde el punto de vista chadiano, la frontera estaba basada en un tratado de 1955 entre Francia y Libia, que a su vez provenía de otro tratado de 1899 entre Gran Bretaña y Francia sobre «esferas de influencia» coloniales.
La disputa por la posesión de Auzú entre Libia y Chad debido a sus potenciales depósitos de uranio provocó el enfrentamiento bélico entre ambos países en 1973, cuando Libia mandó su ejército a la franja de Auzú para acceder a los minerales, y de paso usarla como base de influencia en la política chadiana. En 1976, Libia se anexionó oficialmente la franja. 
Con ayuda de tropas especiales francesas el ejército chadiano expulsó a las fuerzas libias de la franja de Auzú en 1987 durante la llamada guerra de los Toyota. Un alto el fuego entre ambos países duró hasta 1988, seguido de negociaciones sin éxito durante varios años sobre la soberanía. En 1994, la Corte Internacional de Justicia concedió al Chad la soberanía sobre la franja.